# Église Notre-Dame de Notre-Dame-de-Bliquetuit
L'église Notre-Dame est une église catholique située dans la commune de La Neuville-Chant-d'Oisel, en France.

## Localisation
L'église est située à Notre-Dame-de-Bliquetuit, commune du département français de la Seine-Maritime.

## Historique
L'église est bâtie au XIe siècle et dédiée à Notre-Dame. La tour-clocher est daté du XIIe siècle et le chœur est reconstruit au XIVe siècle.
L'édifice est classé au titre des monuments historiques le 3 février 1923.

## Description
L'édifice est en pierre.
L'église conserve des murs en opus spicatum et des fonts baptismaux du XIIe siècle.